# Dăbravița, Tărgoviște
Dăbravița (în bulgară Дъбравица) este un sat în comuna Antonovo, regiunea Tărgoviște,  Bulgaria. 

## Demografie
Componența etnică a satului Dăbravița
     Turci (57,14%)
     Bulgari (42,85%)
     Nicio identificare (0%)
     Altele (0%)
La recensământul din 2011, populația satului Dăbravița era de 7 locuitori. Din punct de vedere etnic, majoritatea locuitorilor (57,14%) erau turci, cu o minoritate de bulgari (42,85%). Pentru 0,0% din locuitori nu este cunoscută apartenența etnică.